# Müschenbach
Müschenbach là một đô thị trong huyện Westerwald bang Rheinland-Pfalz thuộc nước Đức. Đô thị Müschenbach có diện tích 3,5 km², dân số là 1018 người (31/12/2006).